# Chryssa

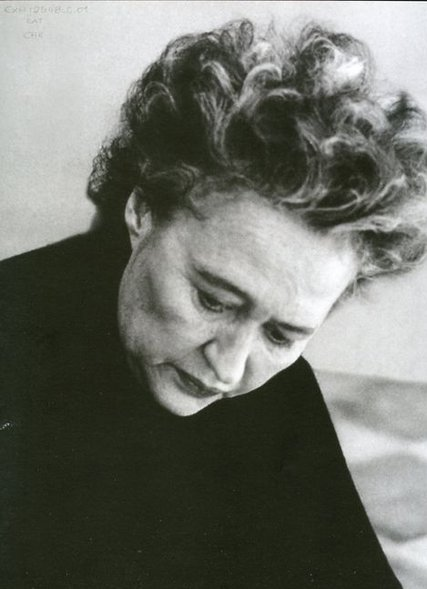
Chryssa (2014)

Chryssa, artiestennaam van Chryssa Vardea Mavromichali (Χρύσα Βαρδέα Μαυρομιχάλη) (Athene, 31 december 1933 – aldaar, 23 december 2013), was een Grieks-Amerikaanse kunstenares. Zij was een pionier op het vlak van lichtkunst. Zij is gekend voor haar installaties met neonlampen. In al haar beeldhouwwerken, lichtinstallaties, schilderijen, tekeningen en gipsreliëfs staat het thema "communicatie" aan de hand van typografische letters en symbolen centraal.

## Biografie
Chryssa Vardea Mavromichali werd geboren in Athene als telg van de invloedrijke Mavromichali-familie van het schiereiland Mani. De dichter en schrijver Nikos Kazantzakis was een vriend van de familie.

### Opleiding
Ze studeerde voor maatschappelijk werkster, maar schilderde en tekende in haar vrije tijd. Als maatschappelijk werker was ze teleurgesteld in de Griekse overheid en ging in 1953 op advies van een kunstcriticus in Parijs aan de Académie de la Grande Chaumière studeren. Alberto Giacometti was er gastprofessor. Zij kwam er onder invloed van André Breton, Edgard Varèse en Max Ernst. In 1954 ging ze voor een jaar studeren aan de California School of Fine Arts in San Francisco.  

### Vroege jaren
In 1955 verkreeg ze het Amerikaans staatsburgerschap en trouwde ze met de collagemaker Jean Varda, een neef van Agnes Varda. Ze verhuisde naar zijn woonboot in Sausalito. Het echtpaar ging in 1958 uit elkaar. Chryssa verhuisde naar New York.
Haar vroege werken van 1956 tot 1961 waren minimalistische kleireliëfs, schilderijen, tekeningen en litho's. Ze gebruikte letters en tekens als symbolen voor communicatie in series als "Deltoi", "Tablets", "Newspapers" en "Projections". Deze fascinatie voor de ontmanteling van taal in tekens en letters zou altijd in haar werken blijven doorschemeren.
Chryssa's eerste grote werk was "The Cycladic Books" uit 1957, een serie geometrische reliëfs in gips geïnspireerd op de Cycladische beeldhouwkunst, een voorstelling van boeken zonder woorden. De Amerikaanse kunsthistoricus en criticus Barbara Rose beschreef deze werken als een voorloper van het Amerikaanse minimalisme. In 1958 volgde "Arrow: Hommage to Times Square", een 2,4 meter groot werk in aluminium bestaande uit kleine strookjes die een pijl vormden. Het werk is opgenomen in de Rockefeller Collection In Albany. In 1978 maakte ze een tweede versie. 

### Lichtkunstenaar
Na een korte periode als schilder en graficus van werken bestaande uit ritmische herhalingen van krantenpagina's begon ze vanaf 1961 te werken met neonlicht en was daarmee een pionier van de lichtkunst. Haar doorgaans grote installaties volgden constructivistische principes met ritmische rijen van neonbuizen in verschillende vormen en waren opgebouwd uit aluminium, staal en plexiglas. Ze vond haar inspiratie in de billboards van New York en in Chinatown. Ze gebruikte net als Dan Flavin de neonlamp als een artistiek medium.
Ze kreeg haar eerste solotentoonstelling in de Betty Parsons Gallery in 1961, onmiddellijk gevolgd door een solotentoonstelling in het Guggenheim Museum.
Chryssa's werk werd opgenomen in de tentoonstelling "Americans 1963" in het Museum of Modern Art, samen met werken van onder andere     Robert Indiana, Richard Lindner, Marisol, Claes Oldenburg, Ad Reinhardt en James Rosenquist.   
Haar werk "The Gates to Times Square" uit 1964  wordt beschouwd als "een van de belangrijkste Amerikaanse sculpturen aller tijden". Het bestaat uit een 3 meter hoge kubusinstallatie gevormd door letters, symbolen en neonbuislampen, toegankelijk via twee door blauwe neonlampen verlichte letters "A". Het werd voor het eerst getoond in de Pace Gallery in Manhattan en werd in 1972 geschonken aan de Albright-Knox Art Gallery in Buffalo, New York.
Met vier soortgelijke installaties en bijbehorende bouwtekeningen nam zij in 1968 deel aan de 4e Documenta in Kassel
Ze kreeg verschillende solotentoonstellingen zoals in de Denise René Gallery In New York, Parijs en Düsseldorf, het Whitney Museum of American Art andere galerieën in New York en galerieën en musea in Florida, Philadelphia, Harvard, San Franciso, Turijn, Montreal, Zurich, Keulen en Athene.  Een werk van haar werd aangekocht door het Museum of Modern Art en ze ontving de Guggenheim-beurs.
In de jaren tachtig en later creëerde ze installaties in barokstijl van aluminium, plastic en neonbuizen die zich situeerden tussen minimalisme, conceptuele kunst en pop-art. In haar werken verschenen Chinese tekens, geïnspireerd op Chinatown.
Zij maakte monumentale werken zoals "Untitled Light Sculpture" een 21 meter lange hangende structuur uit 1980, bestaande uit zes grote letters "W" verbonden door kabels en elektronisch geprogrammeerde lichtpatronen met neonbuizen, bestemd voor het atrium van een building in Chicago en "Mott Street", gebaseerd op Chinatown, voor het Evangelismos-station van de metro van Athene.

### Athene
In 1992 verliet ze haar studio in SoHo, door kunsthandelaar Leo Castelli omschreven als 'een van de mooiste ter wereld', en keerde ze terug naar Griekenland, waar ze vanaf 2007 definitief zou wonen. Ze verbouwde een verlaten bioscoop  in het centrum van Athene om tot haar studio. In de jaren 1997-1999 maakte ze er werken met acryl en neon zoals "Memories of Chinatown" en "Memories of American Cityscapes". Later ontwierp ze honingraatsculpturen van aluminiumcomposiet.
Zij overleed in Athene op 23 december 2013.

## Belangrijke tentoonstellingen en collecties

### Solo-tentoonstellingen
Volledige lijst op de website van het "Contemporary Greek Art Institute"

### Collecties (selectie)
- Albright-Knox-kunstgalerie in Buffalo
- Corcoran Kunstgalerie in Washington, DC
- Empire State Plaza New York
- Hirshhornmuseum en beeldentuin in Washington DC
- Macedonisch Museum voor Hedendaagse Kunst in Thessaloniki
- Moma
- Nationaal Museum voor Hedendaagse Kunst in Athene
- Walker kunstcentrum
- Whitney Museum voor Amerikaanse kunst
- Tate Britain, Londen
- Museum van Hedendaagse Kunst Antwerpen[10]
- North Carolina Museum of Art, Raleigh
- Smithsonian American Art Museum, Washington
- Van Abbemuseum, Eindhoven[18]